# Jeff Bean
Jeff Bean (* 11. Januar 1977 in Ottawa, Ontario) ist ein ehemaliger kanadischer Freestyle-Skier. Er war auf die Disziplin Aerials (Springen) spezialisiert. Bei den Weltmeisterschaften 2005 gewann er die Silbermedaille, im Weltcup gelangen ihm drei Siege.

## Biografie
Jeff Bean gab im Dezember 1994 sein Debüt im Nor-Am Cup und erreichte bereits in seinem dritten Wettkampf den ersten Podestplatz. Am 5. Januar 1996 ging er in Lake Placid erstmals im Freestyle-Skiing-Weltcup an den Start. Der Durchbruch an die absolute Weltspitze gelang ihm im folgenden Winter, als er nach einem dritten Rang zu Saisonbeginn im Februar in Kirchberg seinen ersten Weltcupsieg feiern konnte.
Bei den Olympischen Winterspielen 1998 wurde er als Elfter im Finale Vorletzter, in der Weltcup-Disziplinenwertung fiel er in jenem Jahr vom fünften auf den elften Rang zurück. Bei seinen ersten Weltmeisterschaften in Meiringen-Hasliberg belegte er Rang 16. Nach Platz acht bei den Weltmeisterschaften in Whistler verpasste er im Rahmen der Olympischen Spiele 2002 als Vierter nur knapp die Medaillenränge. Seine beste Saison hatte Jeff Bean 2002/03, als er das Auftaktspringen am Mount Buller und einen weiteren Wettkampf im Januar für sich entschied. Im Gesamtweltcup und in der Aerials-Disziplinenwertung erreichte er jeweils mit Rang drei ein Karrierehoch, nur bei den Weltmeisterschaften im Deer Valley kam er nicht über Rang 22 hinaus. Nach einer Wirbelfraktur zu Saisonbeginn gewann er bei den Weltmeisterschaften 2005 in Ruka hinter seinem Landsmann Steve Omischl die Silbermedaille. Im Weltcup gelangen ihm danach noch drei Podestplätze, bei seinen letzten beiden Großereignissen, den Olympischen Spielen von Turin und den Weltmeisterschaften in Madonna di Campiglio verfehlte er hingegen die Spitzenränge. Im März 2007 beendete er seine aktive Laufbahn im Leistungssport.
Im Anschluss an seine aktive Karriere arbeitete Jeff Bean für seinen Sponsor, die Royal Bank of Canada. Später kehrte er zum Spitzensport zurück und war zunächst Aerials-Trainer der australischen und dann der kanadischen Freestyle-Nationalmannschaft.

## Erfolge

### Olympische Spiele
- Nagano 1998: 11. Aerials
- Salt Lake City 2002: 4. Aerials
- Turin 2006: 19. Aerials

### Weltmeisterschaften
- Meiringen-Hasliberg 1999: 16. Aerials
- Whistler 2001: 8. Aerials
- Deer Valley 2003: 22. Aerials
- Ruka 2005: 2. Aerials
- Madonna di Campiglio 2007: 9. Aerials

### Weltcupwertungen
| Saison  | Gesamt | Gesamt | Aerials | Aerials |
| Saison  | Platz  | Punkte | Platz   | Punkte  |
| ------- | ------ | ------ | ------- | ------- |
| 1995/96 | 55.    | 36     | 21.     | 324     |
| 1996/97 | 23.    | 68     | 5.      | 612     |
| 1997/98 | 26.    | 66     | 11.     | 396     |
| 1998/99 | 26.    | 53     | 15.     | 160     |
| 1999/00 | 41.    | 35     | 21.     | 140     |
| 2000/01 | 19.    | 70     | 12.     | 280     |
| 2001/02 | 5.     | 86     | 4.      | 344     |
| 2002/03 | 3.     | 93     | 3.      | 556     |
| 2003/04 | 54.    | 17     | 17.     | 207     |
| 2004/05 | 23.    | 28     | 11.     | 338     |
| 2005/06 | 26.    | 25     | 9.      | 273     |
| 2006/07 | 23.    | 25     | 10.     | 148     |

### Weltcupsiege
Bean errang im Weltcup 15 Podestplätze, davon 3 Siege:
| Datum             | Ort            | Land       | Disziplin |
| ----------------- | -------------- | ---------- | --------- |
| 20. Februar 1997  | Kirchberg      | Österreich | Aerials   |
| 7. September 2002 | Mount Buller   | Australien | Aerials   |
| 12. Januar 2003   | Mont Tremblant | Kanada     | Aerials   |

### Nor-Am Cup
- Saison 1994/95: 4. Aerials-Wertung
- 2 Podestplätze, davon 1 Sieg:

| Datum            | Ort               | Land   | Disziplin |
| ---------------- | ----------------- | ------ | --------- |
| 14. Februar 1999 | Fortress Mountain | Kanada | Aerials   |

### Weitere Erfolge
- 2 kanadische Meistertitel (Aerials 1999 und 2004)[4]